# Melanagromyza fuscalis
Melanagromyza fuscalis este o specie de muște din genul Melanagromyza, familia Agromyzidae, descrisă de Spencer în anul 1961.
Este endemică în Madagascar. Conform Catalogue of Life specia Melanagromyza fuscalis nu are subspecii cunoscute.